# Forever Blue (album)
Pour les articles homonymes, voir Forever Blue.
Albums de Blue System
X-Ten
(1994) Body to Body
(1996)
Singles
Forever Blue est le 11e album du groupe Blue System sorti le 9 octobre 1995.

## Titres
1. Laila - 3:27
2. I Wanna Smile - 3:54
3. Baby Jealousy - 3:44
4. Taxi Girl - 3:57
5. All What I Need - 3:44
6. Marvin's Song - 3:41
7. Love Is Not A Tragedy - 3:32
8. Here I Go Again - 3:25
9. Une Chambre Pour La Nuit - 3:23
10. It's Ecstasy - 3:35
11. It's More - 4:15